# Santa Bárbara de Pinto
Santa Bárbara de Pinto är en kommun i Colombia.   Den ligger i departementet Magdalena, i den norra delen av landet, 500 km norr om huvudstaden Bogotá. Antalet invånare är 11 108.